# Rejon swalawski
Rejon swalawski – dawna jednostka administracyjna w składzie obwodu zakarpackiego Ukrainy.
Utworzony w 1956. Miał powierzchnię 673 km² i liczył około 55 tysięcy mieszkańców. Siedzibą władz rejonu była Swalawa. Większość terytorium rejonu weszło w skład zreformowanego rejonu mukaczewskiego, a hromada wiejska Kerecky weszła w skład zreformowanego rejonu chuściańskiego.
Na terenie rejonu znajdowały się: jedna miejska rada i 13 silskich rad, obejmujących w sumie 28 miejscowości.

## Miejscowości rejonu
- (Березники)
- Czernyk (Черник)
- Draczyno (Драчино)
- Dusyno (Дусино)
- (Ганьковиця)
- Hołubyne (Голубине)
- (Яківське)
- (Керецьки)
- Łopuszanka (Лопушанка)
- Mała Martynka (Мала Мартинка)
- Nelipyno (Неліпино)
- (Оленьово)
- (Павлово)
- (Пасіка)
- Pławja (Плав'я)
- Płoske (Плоске)
- (Плоский Потік)
- Polana (Поляна)
- (Родниківка)
- (Родникова Гута)
- Rososz (Росош)
- (Сасівка)
- (Солочин)
- Strojne (Стройне)
- Suskowo (Сусково)
- Swalawa (Свалява)
- Tybawa (Тибава)
- (Уклин)
- (Вовчий)